# Supertungvikt i fristil i brottning vid olympiska sommarspelen 1980
Herrarnas brottningsturnering i fristil i viktklassen supertungvikt vid olympiska sommarspelen 1980 avgjordes i CSKA Moskva. 

## Medaljörer
| Klass         | Guld                           | Silver                | Brons                  |
| Supertungvikt | Soslan Andijev · Sovjetunionen | József Balla · Ungern | Adam Sandurski · Polen |

## Resultat
Legend
- TF — Vinst genom fall
- IN — Vinst genom att motståndaren skadas
- DQ — Vinst genom passivitet
- D1 — Vinst genom passivitet, vinnaren är också passiv
- D2 — Båda brottarna förlorade på grund av passivitet
- FF — Vinst genom förverkande
- DNA — Anlände inte
- TPP — Totala straffpoäng
- MPP — Matchstraffpoäng

Straff
- 0 — Vinst genom fall, teknisk överlägsenhet, passivitet, skada och förverkande
- 0.5 — Vinst på poäng, 8-11 poängs skillnad
- 1 — Vinst på poäng, 1-7 poängs skillnad
- 2 — Vinst på passivitet,  vinnaren är också passiv
- 3 — Förlust på poäng, 1-7 poängs skillnad
- 3.5 — Förlust på poäng, 8-11 poängs skillnad
- 4 — Förlust genom fall, teknisk överlägsenhet, passivitet, skada och förverkande

### Elimineringsrunda

#### Omgång 1
| TPP | MPP |                       | Poäng     |                       | MPP | TPP |
| --- | --- | --------------------- | --------- | --------------------- | --- | --- |
| 1   | 1   | Miguel Zambrano (PER) | 11 - 5    | Mathew Clempner (GBR) | 3   | 3   |
| 4   | 4   | Arturo Díaz (CUB)     | TF / 1:15 | Adam Sandurski (POL)  | 0   | 0   |
| 0.5 | 0.5 | Mamadou Sakho (SEN)   | 10 - 1    | Odnoin Bakhyt (MGL)   | 3.5 | 3.5 |
| 3   | 3   | Roland Gehrke (GDR)   | 5 - 7     | Soslan Andijev (URS)  | 1   | 1   |
| 4   | 4   | Petar Ivanov (BUL)    | DQ / 8:37 | József Balla (HUN)    | 0   | 0   |
| 4   | 4   | Youssef Dibo (SYR)    | DQ / 6:29 | Andrei Ianko (ROU)    | 0   | 0   |

#### Omgång 2
| TPP | MPP |                       | Poäng     |                      | MPP | TPP |
| --- | --- | --------------------- | --------- | -------------------- | --- | --- |
| 5   | 4   | Miguel Zambrano (PER) | DQ / 5:46 | Arturo Díaz (CUB)    | 0   | 4   |
| 7   | 4   | Mathew Clempner (GBR) | TF / 1:28 | Adam Sandurski (POL) | 0   | 0   |
| 4.5 | 4   | Mamadou Sakho (SEN)   | TF / 1:05 | Roland Gehrke (GDR)  | 0   | 3   |
| 7.5 | 4   | Odnoin Bakhyt (MGL)   | TF / 0:37 | Soslan Andijev (URS) | 0   | 1   |
| 4   | 0   | Petar Ivanov (BUL)    | TF / 0:58 | Youssef Dibo (SYR)   | 4   | 8   |
| 0   | 0   | József Balla (HUN)    | DQ / 6:52 | Andrei Ianko (ROU)   | 4   | 4   |

#### Omgång 3
| TPP | MPP |                       | Poäng     |                      | MPP | TPP |
| --- | --- | --------------------- | --------- | -------------------- | --- | --- |
| 9   | 4   | Miguel Zambrano (PER) | TF / 2:06 | Adam Sandurski (POL) | 0   | 0   |
| 8   | 4   | Arturo Díaz (CUB)     | IN / 2:43 | Mamadou Sakho (SEN)  | 0   | 4.5 |
| 4   | 1   | Roland Gehrke (GDR)   | 5 - 3     | Petar Ivanov (BUL)   | 3   | 7   |
| 1   | 0   | Soslan Andijev (URS)  | DQ / 4:55 | József Balla (HUN)   | 4   | 4   |
| 4   |     | Andrei Ianko (ROU)    |           | Bye                  |     |     |

#### Omgång 4
| TPP | MPP |                     | Poäng     |                      | MPP | TPP |
| --- | --- | ------------------- | --------- | -------------------- | --- | --- |
| 8   | 4   | Andrei Ianko (ROU)  | TF / 5:01 | Adam Sandurski (POL) | 0   | 0   |
| 8.5 | 4   | Mamadou Sakho (SEN) | TF / 0:40 | Soslan Andijev (URS) | 0   | 1   |
| 7   | 3   | Roland Gehrke (GDR) | 4 - 6     | József Balla (HUN)   | 1   | 5   |

### Sista omgångarna
| TPP | MPP |                      | Poäng     |                      | MPP | TPP |
| --- | --- | -------------------- | --------- | -------------------- | --- | --- |
|     | 0   | Soslan Andijev (URS) | DQ / 4:55 | József Balla (HUN)   | 4   |     |
|     | 3   | Adam Sandurski (POL) | 3 - 6     | Soslan Andijev (URS) | 1   | 1   |
| 5   | 1   | József Balla (HUN)   | 4 - 4     | Adam Sandurski (POL) | 3   | 6   |